# Oberheim
Das US-amerikanische Unternehmen Oberheim war einer der bekanntesten Hersteller von Synthesizern in den 1970er und 1980er Jahren.

## Allgemeines

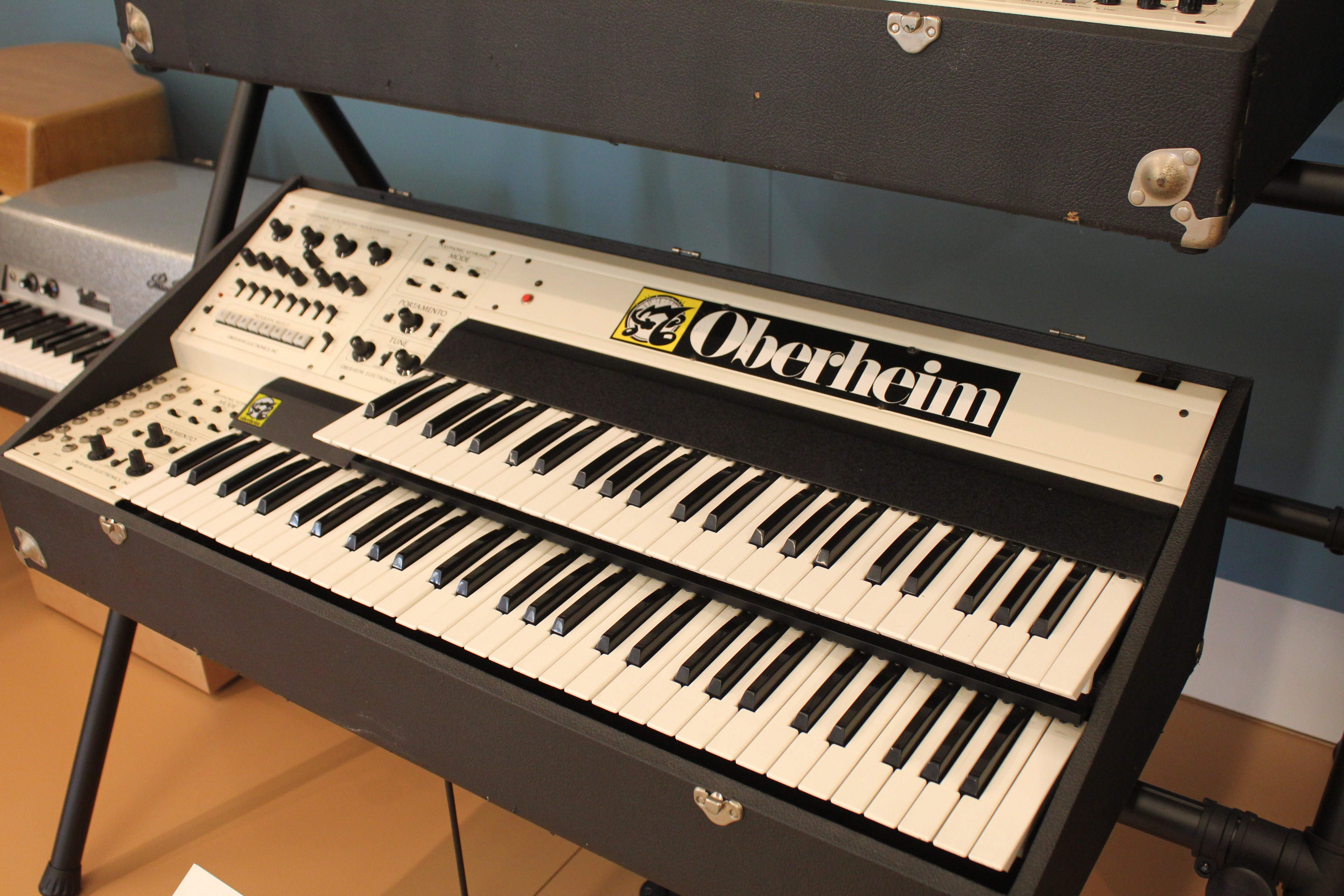
Oberheim-Synthesizer

Oberheim (Oberheim Electronics) wurde 1970 von Tom Oberheim gegründet. Ursprünglich stellte er elektronische Effektgeräte her und war kurzzeitig Vertreter von ARP Instruments. Oberheim gehörte zu den Pionieren bei der Entwicklung des Synthesizers in den frühen 1970er Jahren. So produzierte Oberheim mit dem DS-2 den ersten digitalen Sequenzer und mit dem Synthesizer Expansion Module (SEM) den ersten polyphonen Synthesizer.
Ursprünglich nur als monophones Expander-Modul für den Minimoog gedacht, erschien das SEM-Modul ab Mitte der 1970er Jahre auch als zwei-, vier- und achtstimmige Tastaturversion (Two, Four und Eight Voice genannt) in einem Flightcase-Gehäuse. Hierbei wurden die SEM-Module einfach nebeneinander, beim Eight-Voice sogar in zwei Vierer-Reihen übereinander angeordnet. Diese Synthesizer waren die ersten multitimbralen Synthesizer der Welt, da man jedem enthaltenen Modul bei Bedarf einen eigenen Tastaturbereich zuordnen konnte.
Ab 1980 war das SEM-Modul dann der Ausgangspunkt einer ganzen Reihe spektakulärer, einfach zu bedienender Synthesizer. Hierzu gehören die Modelle OB-X, OB-Xa, beide jeweils als vier-, sechs- und achtstimmig polyphone Variante erhältlich, die reine Preset-Version OB-Sx 4-, 5- oder 6-stimmig sowie der 1983 erschienene, 8-stimmige OB-8.
Der multitimbrale Grundgedanke wurde bei diesen Geräten zunächst wieder aufgegeben, wobei aber zumindest die Modelle OB-Xa und OB-8 immerhin noch bitimbral waren, da hier Split- und Dual-Klänge möglich sind. Gegenüber den alten Vorgängern waren die SEM-Module nun als kompakte Voice-Cards unter der Gehäusehaube verschwunden und wurden durch ein einziges, einheitliches Bedienpanel bedient.
Die späteren OB-8-Modelle Version B waren mit einer MIDI-Schnittstelle ausgerüstet und verfügten auf dem Bedienpanel über eine zusätzliche Beschriftung für die Zweitfunktionen diverser Bedienknöpfe.
1984 erschien der Xpander, ein Synthesizer-Modul mit der von Oberheim entwickelten Matrix Modulation. Diese erinnert an die Möglichkeiten der freien Patchverbindungen eines Modularsystems. Der Xpander hatte keine Tastatur und musste über eine per MIDI angeschlossene externe Tastatur gespielt werden. Die Controller-Möglichkeiten, die MIDI-Implementation, sowie die sehr üppige Ausstattung mit sechs Stimmen (2xVCO, 15-fachem Multimode-Filter VCF, 5 Hüllkurvengeneratoren, 5 LFOs, Matrix-Modulation etc.) waren ein Novum zu dieser Zeit. Der Xpander kostete damals rund 10.000 DM. Die sechs Stimmen konnten einzeln mit individuellen Klängen über MIDI angesteuert und gespielt werden, was zu dieser Zeit bei keinem anderen Gerät zu finden war. Die Besonderheit war die hybride Bauweise: Oszillatoren und Filter waren analoge Schaltungen, LFO, EG, Matrix-Modulation etc. dagegen wurde von zwei Intel-8088-Prozessoren gesteuert. Einerseits ermöglichte diese Aufteilung den großen Funktionsumfang, andererseits sind die Hüllkurven, vor allem aus heutiger Sicht, eher etwas träge und eignen sich besser für Pad-Sounds als scharfe Attack- oder Bass-Klänge. Für die Entwicklung des Xpanders und dessen 12-stimmig polyphoner Tastaturversion Matrix-12 war im Wesentlichen Marcus Ryle verantwortlich.
Besagter Matrix-12 kam 1985 für ca. 15.000 DM auf den Markt und war ein doppelter Xpander mit Tastatur.
1986 wurde der Matrix-6 eingeführt, vielleicht mehr eine Antwort auf die Fertigungsweise und Preispolitik aus Fernost als ein halber Matrix-12. Der Matrix-6 war ein stark abgespeckter Matrix-12-Xpander und hatte neben den beiden DCOs, zwei LFOs, einen einfachen 24dB/oct LP-Filter und drei Hüllkurvengeneratoren. Trotz dieser Einbußen klang der Matrix-6 aber ganz eindeutig nach Oberheim. Der Matrix-6 kostete damals rund 4.500 DM. Vom Matrix-6 gab es eine Einschubversion, den Matrix-6 R. Der Matrix-1000 ist ein Matrix-6/6R mit 1000 Patches, davon 800 ROM-Presets, aber ohne das Bedienfeld auf einer HE. Er ist über Midi vollständig steuerbar.
Den Matrix 1000 gab es zunächst in einer schwarzen und später in einer weißen Gehäusefarbe. Bei den jüngeren Modellen wurde ein störendes Netzteil-Brummen beseitigt.
Der Modell-Name Matrix ist auf die integrierte Matrix-Modulation zurückzuführen.
Die Oberheims hatten ihren eigenen und sehr spezifischen Klang, der auf vielen 1980ern- und spät 1980er-LA-WestCoast-Produktionen zu finden war. Gerade die Synth-Horn-Patches werden mit den Toto-Hits aus den 1980er Jahren in Verbindung gebracht.
Alle Oberheim-Synthesizer basierten auf der analogen subtraktiven Synthese. Der Oberheim-Klang war dafür bekannt, besonders kraftvoll, aber auch warm und weich zu sein. Eines der berühmtesten Beispiele für den druckvollen Klang der Oberheim-Synthesizer ist auf dem Lied Jump von Van Halen zu hören, welches mit einem OB-Xa eingespielt wurde. Das ausgesprochen harmonische Zusammenspiel des DSX-Sequencers mit dem Synthesizer OB-8 gegen Ende des Liedes Every Little Thing She Does Is Magic der Gruppe The Police ist ein Meisterwerk der Synthesizerprogrammierung. Beispiele für weiche Klänge hört man auch auf den frühen Aufnahmen der Pat Metheny Group, deren Pianist Lyle Mays auf einem 4-Voice insbesondere Flächen programmierte und eine besonders hohlartig klingende Variation zu einer für sich unverkennbaren Klangfarbe machte. Die Komplexität der Matrix-Serie stellt vor allem die Verwendung durch Jazz-Saxophonisten Michael Brecker unter Beweis. Dieser verwendete zunächst den Xpander, danach einen Matrix-12 zusammen mit verschiedenen FM-Modulen und Samplern als Soundmodul für sein Spiel mit dem Steinerphone, einem später von Akai als EWI vermarkteten Blaswandler. Dies ermöglichte ihm ein hochkomplexes Improvisationsspiel mit einer sehr expressiven Klangvielfalt. Besonders bemerkbar machte sich dabei die Verwendung des Rotating-Modus, welcher durch die Folge von zuvor festgesetzten Intervallen zu bestimmten Tönen zum polyphonen Spiel des eigentlich nur monophonen EWI befähigte.
Wie viele der Pionierunternehmen zwangen die wirtschaftliche Konkurrenz aus Fernost und neue Techniken wie FM-Synthese und Sampling das Unternehmen in die Knie.
Seit 1985 gehört der Name Oberheim der Firma Gibson, die Effektgeräte für E-Gitarren sowie MIDI-Module und Keyboards darunter verkauft. Schon 1987 gründete Tom Oberheim das Unternehmen Marion Systems, aber erst 1994 folgten mit dem OB-MX und einem neuen Matrix-1000 wieder Synthesizer unter neuem Namen, aber im typischen Oberheim-Design.
Ende der 1990er Jahre produzierte das mit Sakralorgeln bekannt gewordene italienische Unternehmen Viscount einige Geräte unter dem Markennamen Oberheim-Viscount Joint Venture. Unter den Produkten fand sich auch der Synthesizer OB-12, der jedoch außer dem Namen nicht viel mit den alten Geräten von Oberheim gemeinsam hatte.
Im Jahre 2021 erhielt Tom Oberheim von Music Tribe die Rechte an der Marke in mehreren Ländern zurück. In Zusammenarbeit mit Sequential und dem früheren Oberheim-Ingenieur Marcus Ryle entwickelte Oberheim den neuen OB-X8, welcher eine Art „Best-Of“ der klassischen OB-Serie (OB-X, OB-Xa, OB-8) darstellt und seit Mitte 2022 erhältlich ist.